# Триплутонийкобальт
Триплутонийкобальт — бинарное неорганическое соединение
плутония и кобальта
с формулой CoPu3,
кристаллы.

## Получение
- Сплавление стехиометрических количеств чистых веществ:

{\displaystyle {\mathsf {3Pu+Co\ {\xrightarrow {442^{o}C}}\ CoPu_{3}}}}

## Физические свойства
Триплутонийкобальт образует кристаллы
тетрагональной сингонии,
пространственная группа C mcm,
параметры ячейки a = 0,3475 нм, b = 1,0976 нм, c = 0,9220 нм, Z = 4
структура типа борида трирения Re3B
.
Соединение образуется по перитектической реакции при температуре 442°С и
имеет небольшую область гомогенности.

## Химические свойства
- Разлагается при нагревании:

{\displaystyle {\mathsf {CoPu_{3}\ {\xrightarrow {>442^{o}C}}\ CoPu_{2}+Pu}}}